# Greeneville (Tennessee)
Pour les articles homonymes, voir Greeneville.
Greeneville est une ville des États-Unis, siège du comté de Greene, situé dans l’État du Tennessee. Sa population était de 17 198 habitants lors du recensement de 2010. Elle a été nommée d’après Nathanael Greene, personnalité de la guerre d'indépendance des États-Unis.
Greeneville est connue comme la ville où le futur président des États-Unis Andrew Johnson s'est établi comme tailleur avant d'y être élu maire pendant quelques mois. Lui et sa famille y ont vécu la plupart de ses années d’adulte. 
Greeneville fut la capitale de l'éphémère État de Franklin.

## Géographie
La municipalité se trouve au pied des Appalaches.

## Transport
Greeneville se situe sur l'U.S. Route 11 (la reliant à Newport) et l'U.S. Route 321 (la reliant à Morristown).